# Szimónidész
Szimónidész (görögül Σιμωνίδης, Kr. e. 557/556 – Akragasz, Kr. e. 468/467) ókori görög költő, akinek életművéből mindössze 150 töredék maradt ránk. A Keiosz-szigeti Iulida városban született a Kükládokban.
Legismertebb epigrammája a görög-perzsa háború spártai hőseinek állít emléket: A thermopülai hősök sírfelirata.
Itt fekszünk, Vándor, vidd hírül a spártaiaknak:

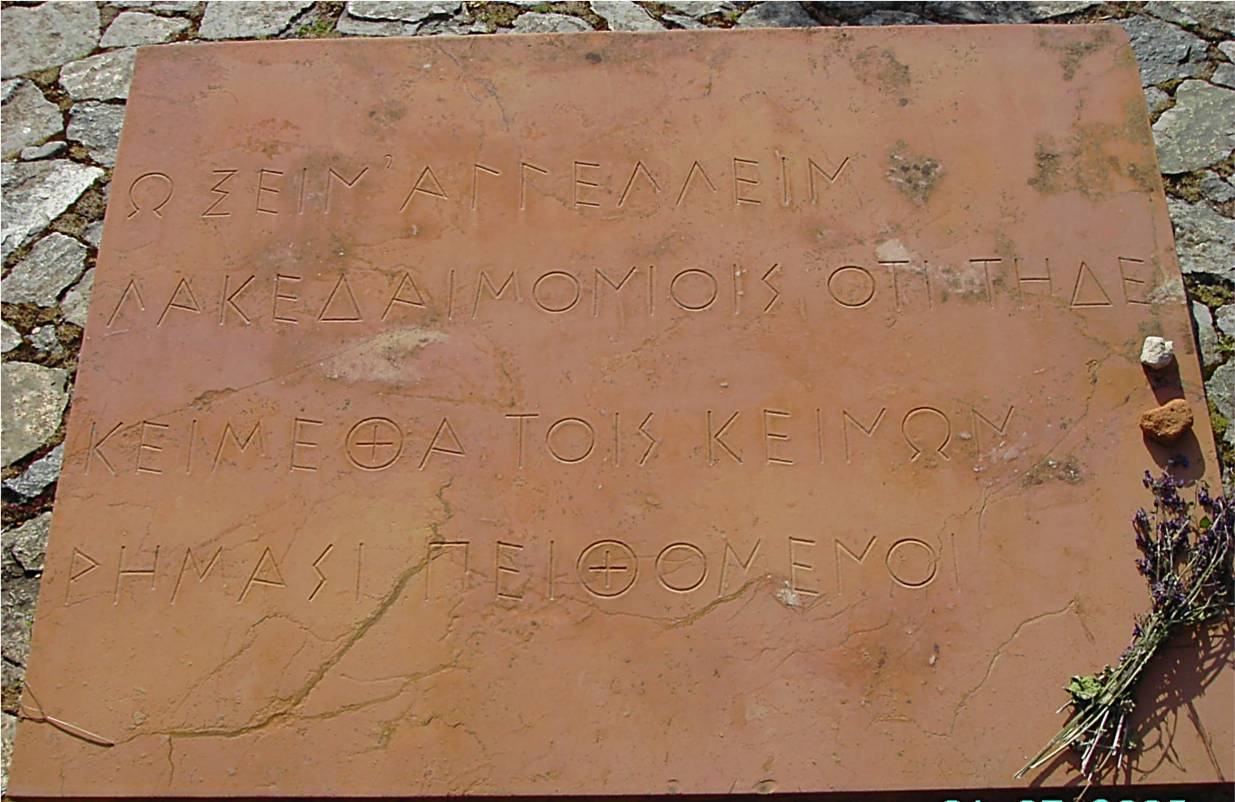
A Thermopülai-szorosban az eredeti kőtábla nem maradt fenn, de 1955-ben egy újat készítettek

Megcselekedtük, amit megkövetelt a haza.
Az eredeti felirat:
| „Ὦ ξεῖν', ἀγγέλλειν Λακεδαιμονίοις ὅτι τῇδε κείμεθα, τοῖς κείνων ῥήμασι πειθόμενοι.”        |
| Fordítás:„Ó idegen, mondd el a Lakedaimóniaknak hogy itt fekszünk, a parancsokat betartva.” |

## Munkássága
Utazási során megfordult Thesszaliában, ahol megénekelte a Szkopadák uralkodó nemzetségének versenygyőzelmeit.
A perzsa háborúk idején a nemzet költőjének szerepét töltötte be. Verseiben megörökítette a vezető városállamok: Athén és Spárta hősi halottainak emlékét, himnuszt írt az artemiszioni csatában önfeláldozóan harcolók tiszteletére.
Epinikionjaival – sportversenyek győzteseinek járó kardalaival – új műfajt teremtett.
Himnuszaiból csak kevés töredék maradt fenn.
Műveiben új eszményképet fogalmaz meg: a közösség, a polisz számára hasznos, szellemi értékekben gazdag ember ideálját.